# Џејн Б. за Ањес В.
Џејн Б. за Ањес В. је француски документарни филм из 1988. године у режији Ањес Варде са француско-енглеском глумицом Џејн Беркин у главној улози. Филм је настао када је Беркин признала Варди да се плаши да ће напунити 40 година, а Варда јој је рекла да је то прелепо доба и савршено време да направи портрет о њеном животу.
Филм комбинује интервјуе са Беркин о њеном прошлом и садашњем животу са малим вињетама у којима она преузима улоге за које или она или Варда желе да виде њену глуму.

## Синопсис
По Вардиним речима:
| „ | Све је почело писмом које ми је Џејн Беркин написала након што је видела Вагабонд. Написано у тренутку емоција, било је нечитко. Пилећа огреботина. Замолила сам је да ми дешифрује. Седеле смо у кухињи. Причале смо о нашој деци. Матју је имао нешто више од 14 година. Лу је имао четири. Шарлот је имала 16 година. Одлучили смо да идемо у парк следеће недеље. Шетали смо кад је изненада рекла: "Ужасно је. Имаћу 40!" Рекла сам: „Не буди смешна. Дивно је доба. Савршено време да урадиш свој портрет. Тако је почело. Предложила сам овој живахној жени да урадимо супротно од оних почасти преминулим глумицама које приказују одломке из њихових филмова и интервјуа. Рекла сам: „Показаћемо одломке филмова које нисте снимили, филмова које смо снимили, и направићемо неке интервјуе. То је портрет изненађења, у којем Џејн игра многе улоге, укључујући и себе, са разним партнерима. Била је добра. Била је смешна, чудна, величанствена, дирљива. То су варијације на променљивој и разноликој жени. | ” |

## Производња
Филм има сестрински пројекат у Кунг Фу Мастеру. Шарлот Гензбур, ћерка Џејн Беркин, касније је признала да није волела снимање овог филма јер су Варда и њена филмска екипа остали камповани у њеном дому годину дана да би завршили пројекте.

## Пријем и отпуштање
Cinelicious Pics је 2015. године купио и Кунг Фу Мастер и Џејн Б. за Ањес В. за дистрибуцију у САД. Филмови су имали кратко приказивање у биоскопима пре него што су емитовани на сервису за стриминг филмова Фандор. Варда је изразила фрустрацију због ограниченог издања филма, рекавши „Могу да добијем Златну палму, али не могу да добијем изложбу, тако да је то контрадикција.“